# Pax Assyriaca

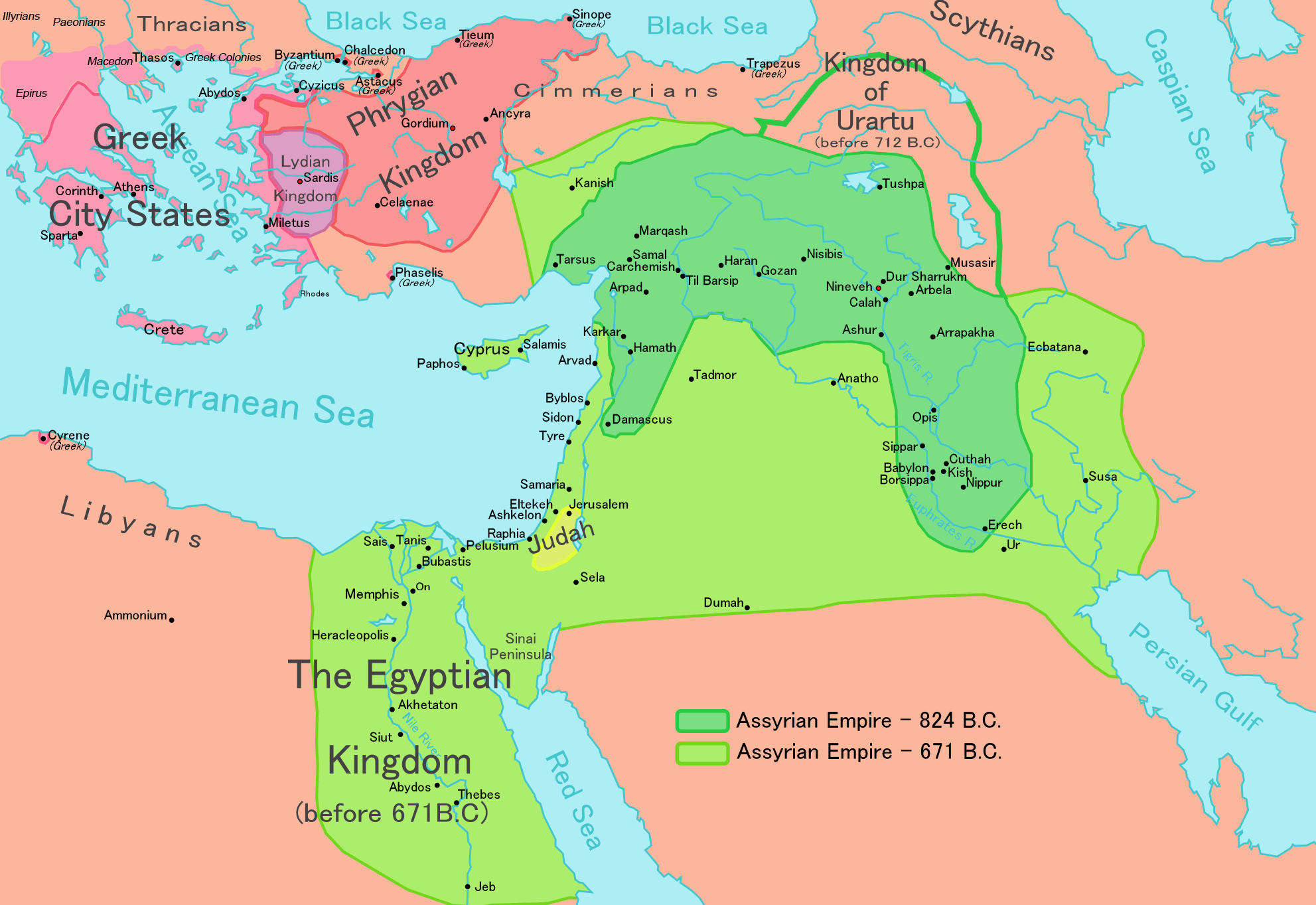
L'impero assiro nel 671 a.C., sotto il dominio di Esarhaddon.

La Pax Assyriaca (forma latino per "pace assira") fu un periodo di pace relativamente lungo nell'Impero neo-assiro durante il VII secolo a.C.: c. 700-630/620 a.C.
Il termine è stato coniato dagli studiosi moderni sulla falsariga del più noto Pax Romana. L'impero neo-assiro è noto per il suo uso della forza bruta per espandere e mantenere un impero dopo alcuni secoli d'instabilità politica (911-600 a.C.) che seppe però originare la Pax Assyriaca durante la quale l'Impero raggiunse il suo apogeo, spaziando dall'Egitto a ovest, al Golfo Persico a est e a gran parte del litorale orientale del Mar Mediterraneo. Lo sviluppo economico, politico, ideologico e militare durante questo periodo ha avuto effetti duraturi sugli eventi anche dopo la fine dell'Impero Assiro.

## Gli inizi dellaPax Assyriaca
I momenti più importanti dell'espansione assira si verificarono durante il regno di Tiglatpileser III (744-727 a.C.) che aggiunse al regno numerosi territori: Mesopotamia, Siria, Anatolia ed Egitto. Le sue riforme dell'impero assiro massimizzarono l'efficienza militare e politica permettendogli di stabilire l'impero neo-assiro. Centralizzò il potere indebolendo i funzionari e nominò governatori per distribuire la già piccola porzione di potere rimasta all'interno dell'impero. Istituì anche un esercito più grande con l'uso di soldati tributari e coscritti dei popoli conquistati. Dopo le sue conquiste e quelle dei suoi figli, Salmanassar V e Sargon II in Anatolia e Levante, l'impero entrò in una fase di fortificazione e stabilizzazione della frontiera nota come Pax Assyriaca. Considerando il metodo di espansione usato dai neo-assiri (conquista militare, tributi e brutalità ai danni dei popoli assoggettati) se ne ricava un ritratto piuttosto negativo. Tuttavia, espandendosi su un vasto territorio, gli Assiri fornirono stabilità politica in terre ove molti leader locali stavano combattendo per il predominio, focalizzando le risorse sullo sviluppo dell'economia e la costruzione dell'impero. La Neo Assiria deteneva molti stati vassalli che rendevano omaggio all'impero e più gli stati erano produttivi e redditizi, più alto era il tributo pagato. Pertanto, l'Assiria ritenne nel suo migliore interesse sostenere lo sviluppo non solo del loro impero ma di quelli intorno a loro.

## Sviluppo economico
Durante la Pax Assyriaca c'erano ancora disordini all'interno dell'impero con molte rivolte e continue campagne di espansione militare. Tuttavia, il periodo fu notevolmente più pacifico e prospero considerando che il potere era molto più stabilizzato e centralizzato che mai sotto questa unica entità politica. Lo sviluppo di Ekron, città della Pentapoli filistea, è una testimonianza del risultato dello sviluppo reso possibile dalla Pax Assyriaca: Ekron prosperò sotto gli Assiri dopo 200 anni di declino, crescendo di quasi 8 volte e irrobustendo la sua economia come centro di produzione di olio d'oliva (1000 t annue stimate) e tessuti come provatoci dalle scoperte archeologiche. Non ci sono infatti prove che esistessero entrambi i prodotti prima del periodo, il che indica che la crescita economica è stata favorita dalla Pax Assyriaca che portò molto argento nei palazzi della città, a riprova della prosperità economica che Ekron stava vivendo, originando la stratificazione sociale che ivi sarebbe durata anche dopo il termine della Pax Assyriaca.
Il rapporto assiro con i Fenici durante questo periodo contribuì ulteriormente allo sviluppo economico della Neo-Assiria. La Fenicia era un altro stato vassallo importante per l'economia dell'Impero grazie al commercio di vino, legname, avorio, metalli e innovazioni tecnologiche dovute alla tradizione marittima di quel popolo. Divenuti una delle principali fonti di risorse per i dominatori assiri, i Fenici dovettero trovare nuovi mezzi per soddisfare la grande domanda imperiale con conseguente espansione fenicia al fine di ottenere nuove colonie e nuove risorse. I Fenici furono determinanti nel commercio del ferro in tutto il Mediterraneo poiché controllavano le tre città produttrici del minerale: Cipro, la Cilicia e Creta. A causa delle loro estese reti commerciali, i Fenici furono in grado di collegare la Grecia e la Mesopotamia nel commercio non solo di merci ma di idee che avrebbero portato alla diffusione dell'alfabeto, dell'arte e dell'architettura assira verso ovest.

## Sviluppo politico e militare
Durante il regno di Tiglatpileser III, il potere all'interno dell'Impero assiro fu centralizzato poiché i funzionari di alto rango persero i loro poteri. I generali avevano effettuato conquiste personali senza consultare il re ma con l'attuazione delle riforme quei funzionari furono privati del potere. I governatori furono incaricati di gestire piccole province al fine di ridurre il rischio di favorire l'insorgere di dinastie locali.
Tiglathpileser implementò inoltre l'uso di stranieri all'interno del suo esercito, usando coscritti dei popoli assoggettati per ingrandire i suoi effettivi. Gli uomini vennero equipaggiati con uniformi e attrezzature assire per renderli indistinguibili gli uni dagli altri, forse per aumentarne la loro integrazione. Mentre la fanteria, nell'esercito permanente, comprendeva un gran numero di stranieri (compresi Aramei e anche Greci), la cavalleria e gli equipaggi dei carri continuarono ad essere dominate da Assiri.
Gli Assiri erano raramente coinvolti nella politica degli stati vassalli o delle province imperiali. Non ci sono prove che dimostrino una richiesta di partecipazione religiosa a livello locale o una richiesta d'uso della lingua assira. Il pagamento del tributo e la fedeltà al re erano le uniche reali esigenze a livello locale. Il sistema politico piuttosto debole utilizzato dagli Assiri rendeva difficile tenere insieme l'impero a lungo senza rivolte e avrebbe reso più facile per una forza avversaria rimuovere un impero che era così disconnesso dai suoi popoli.

## Rivolte e fine dellaPax Assyriaca
Mentre le coste levantine e la madrepatria assira beneficiavano della Pax, la Neo-Assiria gestì diverse rivolte e proseguì la sua politica di espansione.
I Sargonidi sperperarono infatti le risorse militari ed economiche dell'Impero in una lotta su tre fronti per conquistare l'Egitto, condurre una guerra costosa ma vittoriosa contro gli Elamiti e reprimere le ribellioni dei babilonesi nella Bassa Mesopotamia. La gestione di Babilonia fu particolarmente gravosa: spesse volte ribelle, tanto da essere distrutta da Sennacherib (vedi Assedio di Babilonia (689 a.C.)), fu ricostruito da suo figlio Esarhaddon e, alla fine, fu artefice della ribellione che portò alla distruzione della capitale assira di Ninive, alla fine dell'Impero Assiro e della Pax Assyriaca e all'ascesa dell'Impero neo-babilonese.
Le congiure di palazzo erano poi all'ordine del giorno e praticamente tutti i Sargonidi dovettero contendere ai parenti il loro diritto al trono. Dai resoconti dei monarchi assiri ci rendiamo conto del clima di paranoia, dovuta a timori d'intrighi di palazzo e ribellione provinciali, in cui vivevano, presagio dell'imminente collasso del loro mondo.